# Ayat-Ayat Cinta
Ayat-Ayat Cinta ist eine indonesische Novelle, die von dem Autor Habiburrahman El Shirazy geschrieben wurde, und 2004 erstmals veröffentlicht wurde. Das Buch umfasst 418 Seiten und wurde mit 20 Auflagen innerhalb von drei Jahren in Indonesien zum Bestseller.

## Inhalt
Die Novelle spielt in Kairo in Ägypten, wo der indonesische Student Fahri bin Abdullah Shiddiq an der al-Azhar-Universität studiert. Eine Liebesgeschichte entwickelt sich zwischen ihm und einer deutschen Frau Aisha. Nicht nur Aisha ist in Fahri verliebt, sondern auch drei andere Frauen (Maria, Noura und Nurul).

## Verfilmung
Die Novelle wird vom indonesischen Regisseur Hanung Bramantyo im Sommer 2007 verfilmt.